# Sierra de la Marta
Sierra de la Marta är en bergskedja i Mexiko.   Den ligger i delstaten Nuevo León, i den centrala delen av landet, 700 km norr om huvudstaden Mexico City.